# Rederscheid

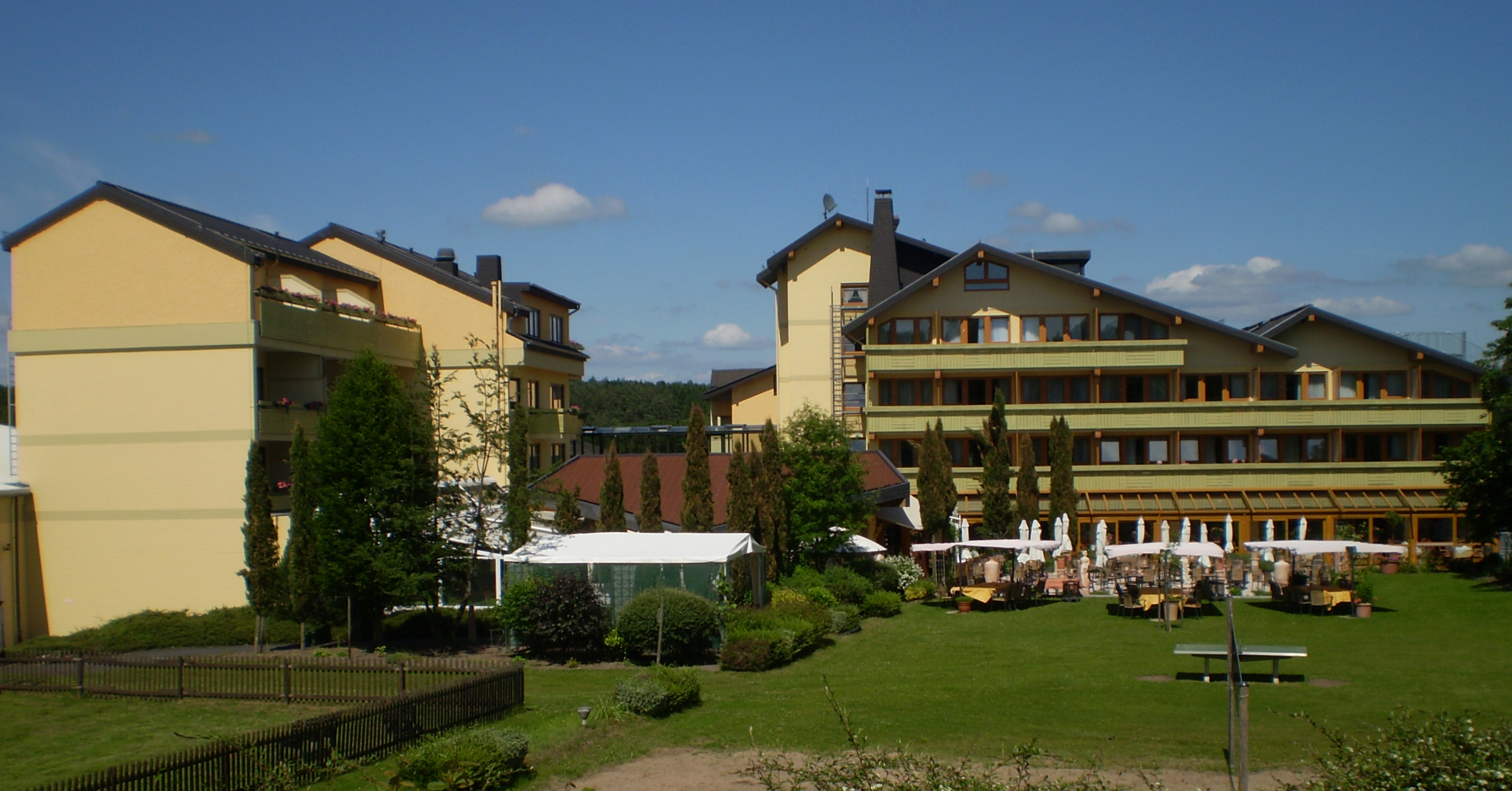
Dormero-Hotel Bonn-Windhagen bei Rederscheid

Rederscheid ist eine Ortschaft in der Ortsgemeinde Windhagen im rheinland-pfälzischen Landkreis Neuwied.

## Geographie
Rederscheid liegt auf 300 m ü. NHN, 7 km östlich der Stadt Bad Honnef und etwa 2 km westlich des Ortszentrums von Windhagen. Es erstreckt sich als Straßendorf entlang der Kreisstraße 26 (Landesgrenze Richtung Rottbitze – Hallerbach – Unterelsaff) auf einem flachen, im Durchschnitt 300 m hohen Höhenrücken der Asbacher Hochfläche mit einer guten Aussicht nach Südwesten. Er wird eingerahmt von den Tälern des Schweifelder Bachs im Südwesten und des Rederscheider Bachs im Nordosten. Nordwestlich grenzt ein Waldgebiet an, das Rederscheid von dem rund 500 m entfernten Aegidienberger Ortsteil Rottbitze (Stadt Bad Honnef) trennt. Zu den nächstgelegenen Ortschaften gehören außerdem Köhlershohn im Osten, Hallerbach im Südosten und Schweifeld im Westen. Unterhalb und zwei Kilometer östlich sowie auf Rederscheider Gemarkung liegt das Fischerhaus im Appental, das als Wohnplatz ausgewiesen ist.
Rederscheid markiert den Übergang von den unterdevonischen Oberen Siegenschichten in ein sich nach Norden erstreckendes, quartäres bzw. pleistozänes aus Fließerde und weiteren Umlagerungsbildungen bestehendes Gebiet.

## Geschichte
Aufgrund der topographischen Lage von Rederscheid kann man von einer Besiedelung der heutigen Ortslage in der keltischen Zeit um das 6. Jahrhundert v. Chr. ausgehen.
Urkundlich in Erscheinung trat der Ort 1660 unter dem Namen Redtscheid bei einer Inventur im kurkölnischen Amt Altenwied, als hier fünf Häuser gezählt wurden. Rederscheid war Hauptort und Namensgeber einer der beiden Honschaften, aus denen sich das Kirchspiel Windhagen im Amt Altenwied zusammensetzte. Die Honschaft war zunächst auch als Hohner Honschaft bezeichnet worden. 1803 kam die Honschaft als Teil des Amtes Altenwied an den Fürsten zu Wied-Runkel und 1806 an das neu gebildete Amt Altenwied im Herzogtum Nassau. Nachdem das Rheinland 1815 auf dem Wiener Kongress an Preußen abgetreten wurde, wurde Rederscheid 1817 der Bürgermeisterei Altenwied im Kreis Neuwied zugeordnet. 1817 war der Hauptort als Weiler mit 56 Einwohnern verzeichnet und verfügte über eine Mahlmühle. Nach Auflösung der Bürgermeisterei Altenwied kam die Honschaft mit ihrem Gebiet zur Bürgermeisterei Asbach und wurde spätestens 1845 in „Gemeinde Rederscheid“ umbenannt. 1931 erhielt Rederscheid eine eigene Poststelle als Amtsstelle des Postamts Linz, zu deren Zustellbereich auch Hallerbach und Schweifeld gehörten.
Im Rahmen der rheinland-pfälzischen Verwaltungs- und Gebietsreform wurde am 7. November 1970 die bis dahin eigenständige Gemeinde Rederscheid mit damals 728 Einwohnern und einer Fläche von 5,95 km² in die Gemeinde Windhagen eingegliedert. Zur Gemeinde Rederscheid gehörten die Ortsteile und Wohnplätze Frohnen, Günterscheid, Hallerbach, Hohn, Hohner Mühle, Köhlershohn und Schweifeld. Diese gehören auch nach der Eingliederung zur weiter bestehenden Gemarkung Rederscheid.
Das einst landwirtschaftlich geprägte Dorf verfügt heute über keinen bewirtschafteten Bauernhof mehr. Es hat sich zu einem wohlhabenderen Wohnort entwickelt, wobei sich das Wachstum der Ortschaft entlang der Durchfahrtsstraße in Richtung Nordwesten (Rottbitze) vollzog. Anfang der 1970er-Jahre entstand am Ostrand Rederscheids ein Tagungshotel (heute Dormero Hotel Bonn-Windhagen), das von einem schrittweise bis Anfang der 1990er-Jahre angelegten Golfplatz mit 18 Loch umrahmt wird. Im April 2014 wurde das bis zuletzt ausgelastete Hotel aufgrund baulicher Mängel geschlossen, die Wiedereröffnung unter einem neuen Betreiber erfolgte im Herbst 2015. Unweit des Hotelgebäudes befindet sich ein Reiterhof. Derzeit hat die Ortschaft rund 400 Einwohner in rund 100 Haushalten.
Im Volksmund wurde der Ort früher „Rätschend“ genannt, auch „Kölsch Rätschend“ zur Unterscheidung vom nahe liegenden Ort Retscheid, der dann „Berich Rätschend“ hieß.
Einwohnerentwicklung
| Jahr | Gemeinde | Ortschaft |
| ---- | -------- | --------- |
| 1816 | 307      | 56        |
| 1828 | 400      | 80        |
| 1843 | 452      | 93        |
| 1885 | 466      | 96        |
| 1910 | 514      | 126       |

## Kultur und Sehenswürdigkeiten

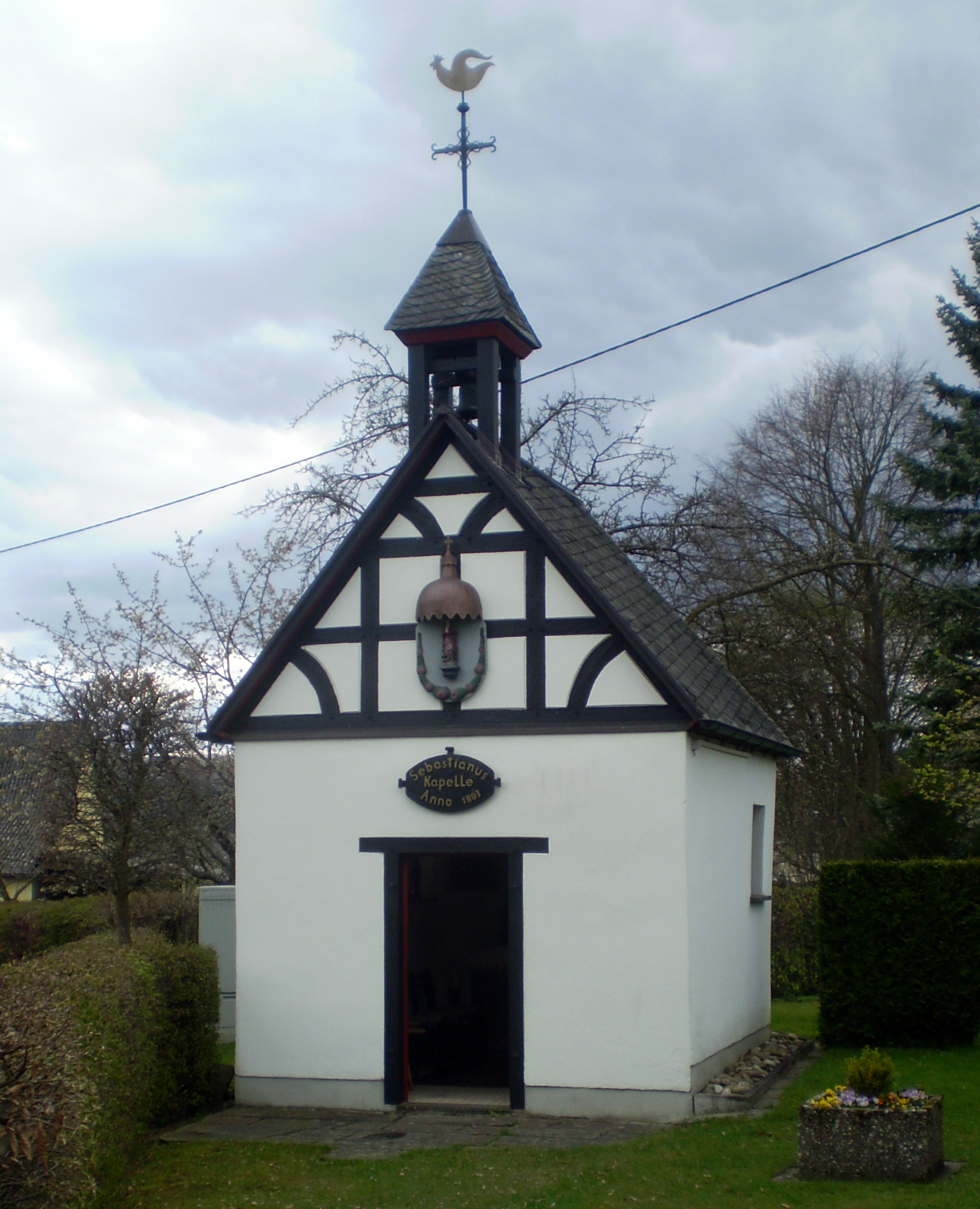
Kapelle St. Sebastian

Die katholische Kapelle Sankt Sebastian ist ein kleiner Saalbau mit Fachwerkgiebeln aus dem Jahr 1803. Sie enthält einen Barockaltar. Als Kulturdenkmal unter Denkmalschutz stehen auch ein Wegekreuz von 1856 und außerhalb der Ortslage auf Rederscheider Gemarkung die aus dem 19. Jahrhundert stammende Hohner Mühle, die am Rande von Oberelsaff liegt.